# Понте дела Мадалена (Лука)
Понте дела Мадалена је насеље у Италији у округу Лука, региону Тоскана.
Према процени из 2011. у насељу је живело 164 становника. Насеље се налази на надморској висини од 66 м.